# Pi1 Ursae Majoris
Pi1 Ursae Majoris (Muscida, 3 Ursae Majoris) é uma estrela na direção da constelação de Ursa Major. Possui uma ascensão reta de 08h 39m 11.74s e uma declinação de +65° 01′ 14.5″. Sua magnitude aparente é igual a 5.63. Considerando sua distância de 47 anos-luz em relação à Terra, sua magnitude absoluta é igual a 4.86. Pertence à classe espectral G1.5Vb. É uma estrela variável BY Draconis.